# La tortura
La tortura è un brano musicale della cantautrice colombiana Shakira in collaborazione con il cantante spagnolo Alejandro Sanz, pubblicato il 7 giugno 2005 ed estratto dall'album Fijación oral vol. 1. Il brano è stato scritto oltre che dagli interpreti, anche da Luis Fernando Ocha, che aveva collaborato già in passato con Shakira. La parte ritmica invece è stata curata da Gustavo Celis.
Il singolo ha ottenuto un enorme successo a livello mondiale diventando il brano spagnolo più famoso di Alejandro Sanz e il sesto maggior successo di Shakira. La canzone si è aggiudicata inoltre due Latin Grammy Awards nel 2006: il primo per The Song of the Year, il secondo per The Record of the Year perché è rimasta per ben 25 settimane consecutive al primo posto nella classifica Billboard Latin Songs.
La cover della versione disco raffigura un primo piano in bianco e nero della cantante realizzato col carboncino.

## Descrizione
La canzone racconta la storia di una ragazza che viene torturata emotivamente dal fidanzato, che la tratta male e infine la lascia per un'altra, tornando in seguito supplicando perdono in modo stravagante e tentando pateticamente di giustificarsi. Alcuni del versi cantati da Alejandro Sanz (per esempio, Pero es que no estoy hecho de cartón, che si può liberamente tradurre come Non ho un cuore di pietra) tradiscono il fatto che lui rappresenti l'ideale macho latino, secondo cui un po' di infedeltà è naturale in un uomo e che la donna non glielo dovrebbe far pesare. Alla fine, dopo essere tornato da lei, la ragazza lo rifiuta e gli confessa di non aver più intenzione di piangere per colpa sua.
Del brano esiste anche una versione spanglish, che alterna lo spagnolo delle parti maschili all'inglese delle parti femminili; è presente nella riedizione del disco Oral Fixation Vol. 2 del 2006. La tortura è stata utilizzata come colonna sonora della campagna pubblicitaria italiana della Wind nell'estate del 2005.

## Video musicale
Il video, diretto da Michael Haussman, è sostanzialmente basato su due set paralleli. Da una parte troviamo i due protagonisti in appartamenti di palazzi prospicienti: Alejandro Sanz, reduce da un talamo occasionale, rievoca (o immagina) sensualissimi incontri d'amore con la donna (ne è un esempio la nota "scena della cipolla", nella quale Shakira, in lacrime mentre affetta il bulbo, viene fisicamente tentata dal suo amante), spiandola nel suo appartamento di fronte. Dall'altra parte assistiamo a un'atipica scena di danza semitribale, condotta da una Shakira interamente cosparsa di olio nero.
La bipolarità della struttura del video è dunque funzionale alla resa dell'opposizione tra il rapporto spezzato dei due amanti (a causa dell'infedeltà dell'uomo) e il deciso rifiuto della donna, tradotto nelle sovracitate movenze tribali.
Tra danze sexy e sensuali scene d'amore, il video si conclude con le eloquenti e definitive parole della donna:
(Shakira)

## Classifiche
| Classifica (2005)      | Posizione Massima |
| ---------------------- | ----------------- |
| Austria                | 3                 |
| Belgio (Fiandre)       | 8                 |
| Belgio (Vallonia)      | 5                 |
| Canada                 | 21                |
| Danimarca              | 7                 |
| Europa                 | 5                 |
| Francia                | 7                 |
| Finlandia              | 6                 |
| Germania               | 4                 |
| Grecia                 | 4                 |
| Italia                 | 3                 |
| Messico                | 1                 |
| Norvegia               | 11                |
| Paesi Bassi            | 2                 |
| Repubblica Ceca        | 24                |
| Romania                | 1                 |
| Spagna                 | 1                 |
| Svezia                 | 6                 |
| Svizzera               | 2                 |
| Ungheria               | 1                 |
| U.S. Billboard Hot 100 | 23                |
| U.S. Latin Songs       | 1                 |
| U.S. Latin Pop Songs   | 1                 |

### Classifiche di fine anno
| Classifica (2005)   | Posizione |
| ------------------- | --------- |
| Austria             | 14        |
| Belgio (Fiandre)    | 22        |
| Belgio (Vallonia)   | 10        |
| Francia             | 22        |
| Italia              | 13        |
| Paesi Bassi         | 3         |
| Spagna              | 4         |
| Svizzera            | 3         |
| Stati Uniti         | 60        |
| Stati Uniti (latin) | 1         |

### Classifica italiana
| Posizione | 3 | 5 | 8 | 6 | 5 | 5 | 5 | 8 | 7 | 5 | 8 | 5 | 11 | 13 | 12 | 10 | 21 | 19 |

## Premi e riconoscimenti
- 2005 MTV Video Music Awards
  - Viewer's Choice [Scelta dei Visori] (nomination)
  - Best Female Video [Miglior Video Femminile] (nomination)
  - Best Dance Video [Miglior Video Dance] (nomination)
- 2006 Latin Grammy Awards
  - Song Of The Year [Canzone Dell'Anno] (vinto)
  - Record Of The Year [Disco dell'Anno] (vinto)
  - Music Video Of The Year [Video Musicale dell'Anno] (nomination)
  - Best Engineering [Migliore Arrangiamento] (vinto)
- 2005 MTV Video Music Awards Latinoamerica
  - Video Of The Year (vinto)
- 2006 NRJ Awards
  - International Song Of The Year (vinto)
- 2006 Latin Billboard Music Awards
  - Hot Latin Song Of The Year (vinto)